# بيت ستريكلاند
بيت ستريكلاند (بالإنجليزية: Pete Strickland)‏ هو مدرب كرة سلة أمريكي، ولد في 25 مايو 1957 في نيوبورغ في الولايات المتحدة.

## وصلات خارجية
- بيت ستريكلاند على موقع كلية كرة السلة في سبورتس رفرنس.كوم (الإنجليزية)
- بيت ستريكلاند على موقع كلية كرة السلة في سبورتس رفرنس.كوم (الإنجليزية)
- الموقع الرسمي